# Tatiana Hidalgo-Marí
Tatiana Hidalgo-Marí ( Almoines, Safor, 1985) es una escritora valenciana, profesora universitaria y teórica de la televisión y las industrias audiovisuales española.

## Trayectoria
Estudió en la Universidad de Alicante la Licenciatura en Publicidad y Relaciones Públicas y un Máster en Comunicación. En 2013 obtuvo el Doctorado en Comunicación Audiovisual y Publicidad por la Universidad de Alicante, con una tesis que abordaba el mito de la femme fatale en los discursos culturales contemporáneos.
Es Profesora titular de Semiótica en el Departamento de Comunicación y Psicología Social de la Universidad de Alicante. Ha publicado más de cincuenta artículos científicos sobre formatos de ficción, cine y televisión y ha coordinado más de veinte obras relacionadas con el discurso audiovisual, la comunicación y la alfabetización mediática. Fruto de su trayectoria investigadora, en 2020, después de obtener un proyecto de I+D  de la Universidad de Alicante, crea Teletropias: Observatorio del discurso televisivo, un observatorio multidisciplinar sobre televisión y contenidos televisivos en el que participan investigadores e investigadoras  españoles e iberoamericanos.
Participa activamente en el desarrollo de proyectos de transferencia del conocimiento relacionados con el mundo audiovisual y la ficción televisiva, como The Twisted Mirror Podcast o Infomix (2022-2023) y es columnista y crítica televisiva en diversos medios y soportes digitales. 
En 2022 ganó el Premio Valencia Nova de Poesía en valenciano con su primer poemario "Mise en abyme", publicado por Editorial Bromera. También ha sido finalista en la XXIV Muestra y III Concurso de poesía de Avinyonet de Puigventós, con la obra titulada "La vanidad".

## Obras

### Investigación y obras colectivas
- Mujer y televisión. Géneros y discursos en la pequeña pantalla. Editorial UOC, 2018.[6]
- ¡Rebel Girls! Desigualdad de género, discursos y activismo en la industria musical. Gedisa, 2023 [7]
- La comunicación desde una perspectiva global: El camino hacia la alfabetización mediática. Editorial Fragua, 2023.[8]
- La innovación docente, a debate. Aplicaciones sobre la Comunicación Audiovisual, Publicidad, Relaciones Públicas y Periodismo. Editorial Fragua, 2022.[9]
- La narrativa audiovisual. Del concepto a la alfabetización mediática. Editorial Fragua, 2020.[10]
- Influencias y consecuencias de la pandemia en la Comunicación. Editorial Fragua,2022.[11]
- Perspectivas y tendencias en la investigación en comunicación: Hacia dónde vamos. Editorial Fragua, 2020.[12]
- Comunicación y entretenimiento: cambio, continuidad e innovación. Editorial Fragua, 2024. [13]
- Las series españolas en 2021. E Informe Anual de Teletropías: Observatorio del discurso televisivo. Universitas, 2022.[14]

#### Literatura. Obra poética.
- Misa en abyme (Ediciones Bromera, 2022). Premio Valencia Nova de Poesía en Valenciano. [4]
- La vanidad ( 2023) ( Avinyonet de Puigventós, 2023). Finalista premio de poesía de Avinyonet de Puigventós.[5]